# Province de Lào Cai
Lào Cai est une des provinces de la région du Nord-ouest du Viêt Nam. 
Sa capitale est la ville de Lào Cai.

## Administration

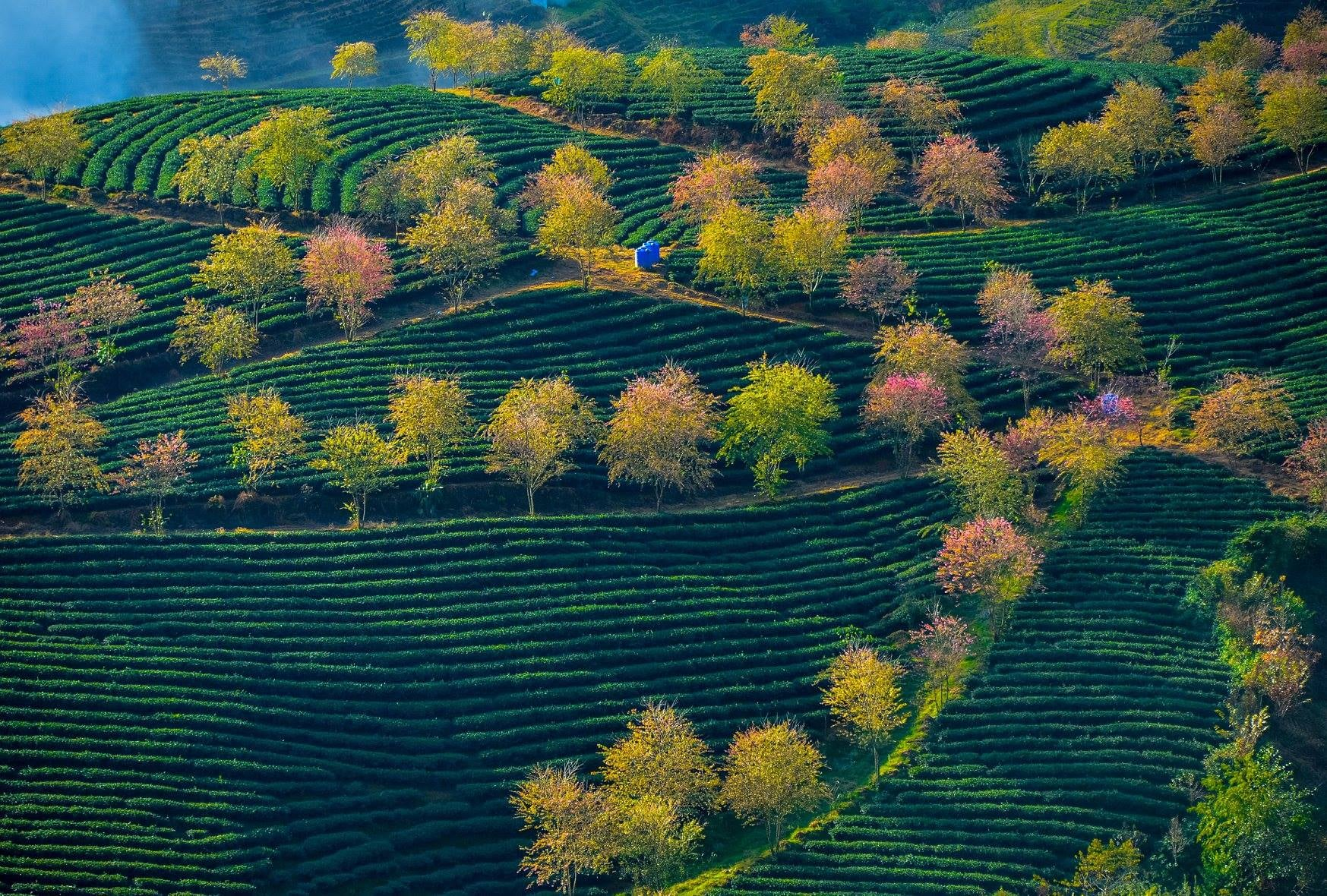
Plantation de thé, Ô Quý Hồ, Sa Pa, Lào Cai

La province est formée de la ville de Lào Cai et des 8 districts 
1. Sa Pa
2. District de Bắc Hà
3. District de Bảo Thắng
4. District de Bảo Yên
5. District de Bát Xát
6. District de Mường Khương
7. District de Si Ma Cai
8. District de Văn Bàn